# USMC War Memorial
United States Marine Corps War Memorial (Memorialul Iwo Jima) este un memorial național situat în Parcul Arlington Ridge din comitatul Arlington, Virginia. Memorialul a fost dedicat în 1954 tuturor pușcașilor marini care și-au dat viața pentru apărarea Statelor Unite ale Americii, începând din 1775. Este situat în Arlington Ridge Park, în George Washington Memorial Parkway, lângă Poarta Ord-Weitzel către Cimitirul Național Arlington și Netherlands Carillon. Memorialul a fost predat Serviciului Parcurilor Naționale în 1955.
Memorialul de război a fost inspirat de fotografia emblematică din 1945 a șase pușcași marini ridicând un steag american pe vârful Muntelui Suribachi în timpul Bătăliei de la Iwo Jima din cel de-Al Doilea Război Mondial, realizată de fotograful de luptă Joe Rosenthal de la Associated Press. După ce a văzut prima fotografie, sculptorul Felix de Weldon a creat într-un singur weekend o machetă pentru o sculptură inspirată de fotografie la Patuxent River Naval Air Station din Maryland, unde slujea în Marină. El și arhitectul Horace W. Peaslee au proiectat memorialul. Propunerea lor a fost prezentată Congresului, dar finanțarea nu a fost posibilă în timpul războiului. În 1947 a fost înființată o fundație federală pentru a strânge fonduri pentru memorial.